# Slavkov (ort i Tjeckien, Zlín)
Slavkov är en ort i Tjeckien.   Den ligger i distriktet Okres Uherské Hradiště och regionen Zlín, i den östra delen av landet, 260 km sydost om huvudstaden Prag. Slavkov ligger 304 meter över havet och antalet invånare är 690.
Terrängen runt Slavkov är platt åt nordväst, men åt sydost är den kuperad. Runt Slavkov är det ganska tätbefolkat, med 134 invånare per kvadratkilometer. Närmaste större samhälle är Uherské Hradiště, 17,6 km nordväst om Slavkov. I omgivningarna runt Slavkov växer i huvudsak blandskog.